# Tune the Rainbow
 (août 2022).
Si vous disposez d'ouvrages ou d'articles de référence ou si vous connaissez des sites web de qualité traitant du thème abordé ici, merci de compléter l'article en donnant les références utiles à sa vérifiabilité et en les liant à la section « Notes et références ».
Singles de Māya Sakamoto
Gravity
(2003) Loop
(2005)
Tune the Rainbow est le 12e single de Māya Sakamoto sorti sous le label Victor Entertainment le 2 avril 2003 au Japon. Il arrive 9e à l'Oricon et reste classé neuf semaines pour un total de 38 842 exemplaires vendus durant cette période.
Tune the Rainbow a été utilisé comme thème de fermeture du film d'animation RahXephon: Pluralitas Concentio. Tune the Rainbow et The Garden of Everything ~Denki Rocket ni Kimi wo Tsurete~ se trouvent sur la compilation Single Collection+ Nikopachi ;  Tune the Rainbow se trouve aussi sur la compilation Everywhere.

## Liste des titres
Toutes les paroles sont de Yuho Iwasato, sauf la piste 2 qui est écrite par Māya Sakamoto et Chris Mosdell . Toute la musique et les arrangements ont été composés par Yōko Kanno sauf la piste 2 qui faite en collaboration avec Alexander Borodin.
| 1. | Tune the Rainbow                                                                                                 |  |
| 2. | The Garden of Everything ~Denki Rocket ni Kimi wo Tsurete~ (The Garden of Everything ~電気ロケットに君を連れて~) |  |
| 3. | Chiisa na Hemisphere (ちいさなヘミソフィア)                                                                      |  |